# Mehmet Özdilek
Mehmet Özdilek (Samsun, 1º aprile 1966) è un allenatore di calcio ed ex calciatore turco, di ruolo centrocampista.

## Palmarès

### Giocatore

#### Competizioni nazionali
- Campionato turco: 4

Beşiktaş: 1989-1990, 1990-1991, 1991-1992, 1994-1995
- Coppa di Turchia: 4

Beşiktaş: 1988-1989, 1989-1990, 1993-1994, 1997-1998
- Supercoppa di Turchia: 4

Beşiktaş: 1989, 1992, 1994, 1998